# Wola Czołnowska
Wola Czołnowska [pronunciación en polaco: /ˈvɔla t͡ʂɔu̯ˈnɔfska/] es un pueblo ubicado en el distrito administrativo de Gmina Baranów, dentro del Condado de Puławy, Voivodato de Lublin, en Polonia oriental. Se encuentra aproximadamente a 4 kilómetros al este de Baranów, a 22 kilómetros al noreste de Puławy, y a 43 kilómetros al noroeste de la capital regional Lublin.